# Frank Dailey’s Meadowbrook
Frank Dailey’s Meadowbrook (kurz: The Meadowbrook) war ein US-amerikanischer Veranstaltungsort im Bereich des Swing und der Populären Musik. Legendär wurde das Lokal unter der Leitung des Bandleaders Frank Dailey.
Dailey gründete Anfang der 1920er Jahre seine erste Band an der Ostküste der Vereinigten Staaten, wo er in den Seebädern auftrat. Zu seinen späteren Musikern in Bands wie seinem Stop and Go Orchestra gehörten u. a. die Trompeter Ralph Muzzillo und Corky Cornelius, Arrangeur Joe Mooney, George Paxton und Pianist Arnold Ross; Bandsängerinnen waren Louise Wallace und Edythe Wright. Dailey nahm mit seinem Orchester für die Label Embassy, Bluebird, Vocalion und Variety auf. 1930 eröffnete Dailey einen Ballsaal; er hoffte dort, seine neue Band, die Meadowbrook Syncopators herausstellen zu können.
In Erinnerung bleibt Frank Dailey jedoch weniger als Bandleader, sondern vor allem durch seinen legendären Ballsaal Frank Dailey’s Meadowbrook, der bald zu den klassischen Veranstaltungsorten der Bigbandära zählte. Er lag an der Route 23, am Newark-Pompton Turnpike in Cedar Grove (New Jersey), wo in den 1930er und 1940er Jahren u. a. die populären Tanzbands von Carmen Cavallaro, Larry Clinton, Ralph Flanagan, Guy Lombardo, Ozzie Nelson oder Sammy Kaye und die großen Swingbands von Charlie Barnet, Bob Crosby, Duke Ellington, Benny Goodman, Hal Kemp, Gene Krupa, Buddy Rich, Glenn Miller, Jack Teagarden and His Orchestra, Jimmy und Tommy Dorsey auftraten. Im Meadowbrook gastierten u. a. auch die Vokalisten Rosemary Clooney, Nat King Cole, Helen O’Connell, Doris Day, Frank Sinatra, Dean Martin und Jo Stafford. Der Ort war damals so berühmt, dass auch ein Song „Prompton Turnpike“ komponiert wurde, den Charlie Barnets Orchester spielte.
Von 1953 bis 1956 wurde regelmäßig die einstündige Fernsehshow Music from the Meadowbrook übertragen, In den Nachkriegsjahren ließ jedoch die Popularität des Meadowbrook nach, bis Dailey schließlich den Bankrott erklären musste; er starb im Februar 1956. Das Meadowbrook wurde zunächst geschlossen und lediglich für Sommertheater und Partys geöffnet. 1959 wurde es neu als Dinner-Theater eröffnet und unter anderer Leitung weitergeführt; dort trat u. a. 1977 das Maynard Fergusons Orchester auf.
In Shows vom Broadway gastierten dort Stars wie Van Johnson, Orson Bean, Dorothy Lamour, Eve Arden und Ann Sothern. Schließlich wurde das Theater in den 1980ern geschlossen und die Räumlichkeiten für eine Diskothek und als Auftrittsraum für Rock-’n’-Roll-Bands genutzt. 1987 schloss das Meadowbrook endgültig und wurde als Sts. Kiril and Metodij Macedonian Orthodox Church weitergeführt. Im Jahr 2003 wurde eine Wohltätigkeitsgala mit dem Glenn Miller Orchestra veranstaltet; zur Feier des hundertsten Geburtstags des Ortes Cedar Groove fand dort 2008 ein Centennial Ball statt.